# 喜山红翅鵙鹛
，是雀形目莺雀科的一种鸟类。

## 特征
喜山红翅鵙鹛体重约38.7克，翼长约80.2毫米，嘴峰长约19.1毫米，喙宽度约6.4毫米，喙厚度约6.1毫米，跗蹠长约28.2毫米，尾长约57.2毫米。喜山红翅鵙鹛在其分布区内为留鸟，其栖息在密集的高大树木组成的森林中，食性为肉食性，主要食物来源是陆生无脊椎动物。

## 分布
巴基斯坦东部至尼泊尔西部。